# Zisterzienserabtei Pforte
Das Kloster Pforte (lateinisch Porta, Sancta Maria ad Portam, Portense Coenobium u. ä.) ist eine ehemalige Zisterzienser-Abtei in Schulpforte, einem Ortsteil von Naumburg (Saale) in Sachsen-Anhalt. Das Kloster ist eine Station an der Straße der Romanik.

## Geschichte
Graf Bruno im Pleißengau (nach wissenschaftlichen Erkenntnissen von 2003 ein fiktiver Graf, ebenso erfunden wie die vermeintliche Urkunde von angeblich 1140) gründete 1127 in Schmölln ein Benediktinerkloster, das 1132 mit Zisterziensern aus Kloster Walkenried aus der Filiation der Primarabtei Morimond besetzt wurde. Bischof Udo I. von Naumburg verlegte 1137 das Kloster an die Saale und gab ihm den Namen claustrum apud Portam (Kloster zu der Pforten) oder Sanctae Mariae ad Portam (St. Marien zur Pforte). Die Mönche kultivierten das Land um das Kloster und machten es so zu einem der reichsten Klöster Ostthüringens. Die Abteikirche aus der Zeit um 1140 wurde von 1251 bis 1320 umgebaut. Schon 1209 werden als dem Kloster, das unter besonderem Schutz der sächsischen Herzöge stand, 27 Orte gehörig genannt mit einer Gesamtanzahl von 163 Hufen, zuzüglich von Waldungen und Wiesen. Später wurde die Abtei durch Erbschaften, Schenkungen und Kauf einer der größten Grundbesitzer im nördlichen Thüringen.
Nach der Reformation wurde in der ersten Kirchenvisitation 1537 dem Kloster zugehörig gerechnet: Hassenhausen, Spielberg, Rehehausen, Obermöllern, Lißdorf, Kleinjena, Mertendorf, Leutenthal, Sachsenhausen, Neuengönna, Henschleben, Gößnitz.
Nach der Aufhebung der Zisterzienserabtei im Jahr 1540 gründete der sächsische Herzog Moritz dort am 21. Mai 1543 eine der drei sächsischen Fürstenschulen, in deren Tradition die in den ehemaligen Klostergebäuden untergebrachte heute noch bestehende Landesschule Pforta steht (zur weiteren Geschichte siehe dort). Die Klostergüter wurden dabei im „Schulamt Pforta“ zusammengefasst, dessen Amtmann zugleich die Wirtschaftsangelegenheiten der Schule verwaltete.

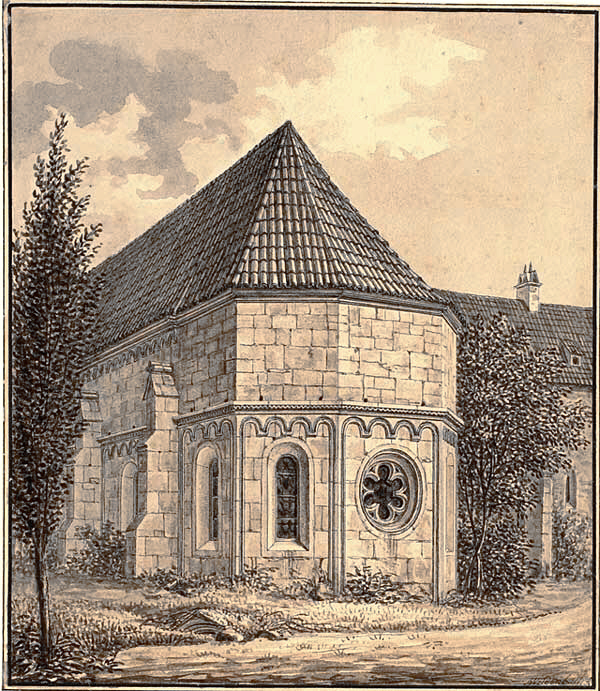
Abtskapelle

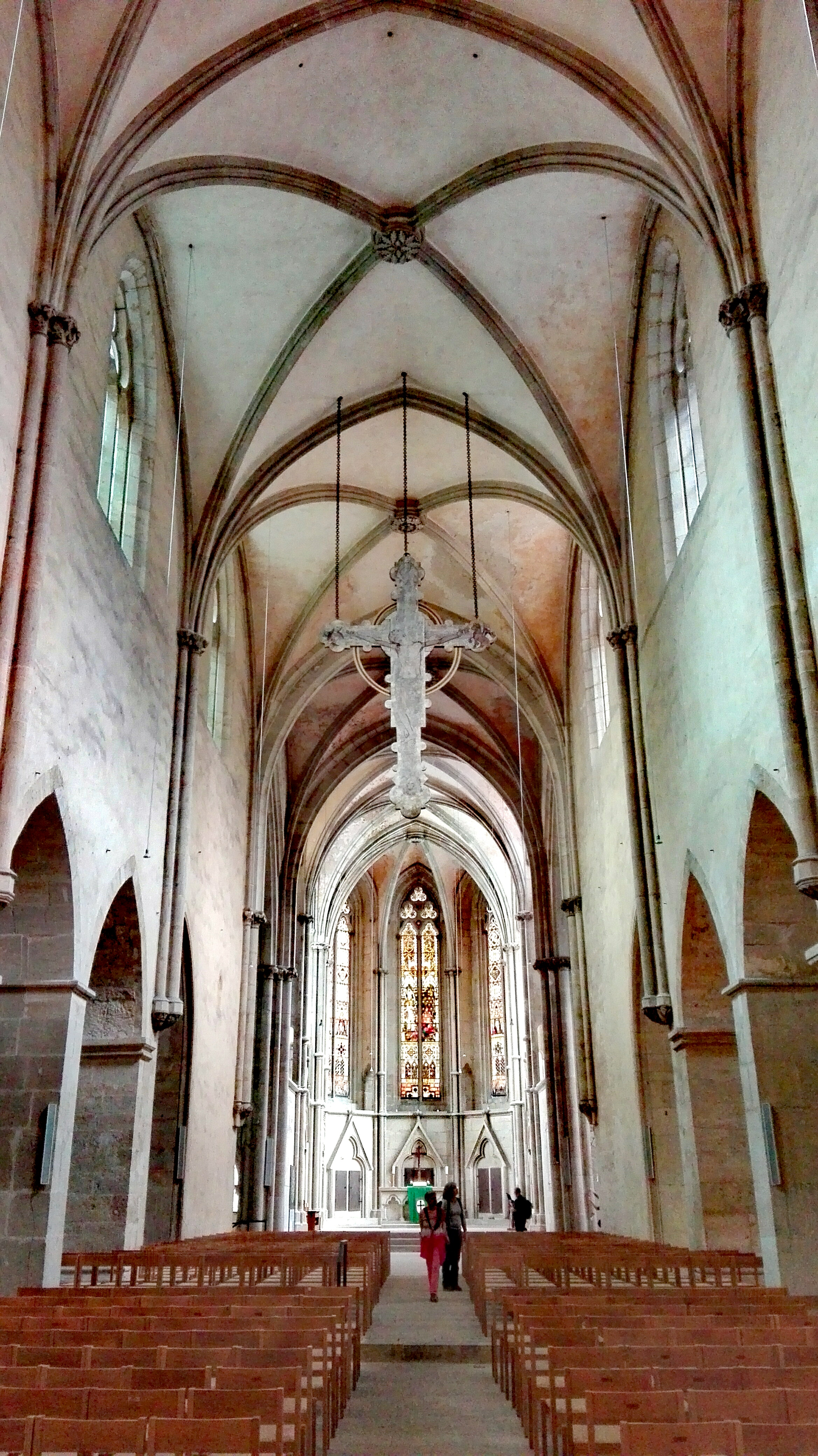
Blick durch das Längsschiff der Klosterkirche mit Chor im Hintergrund

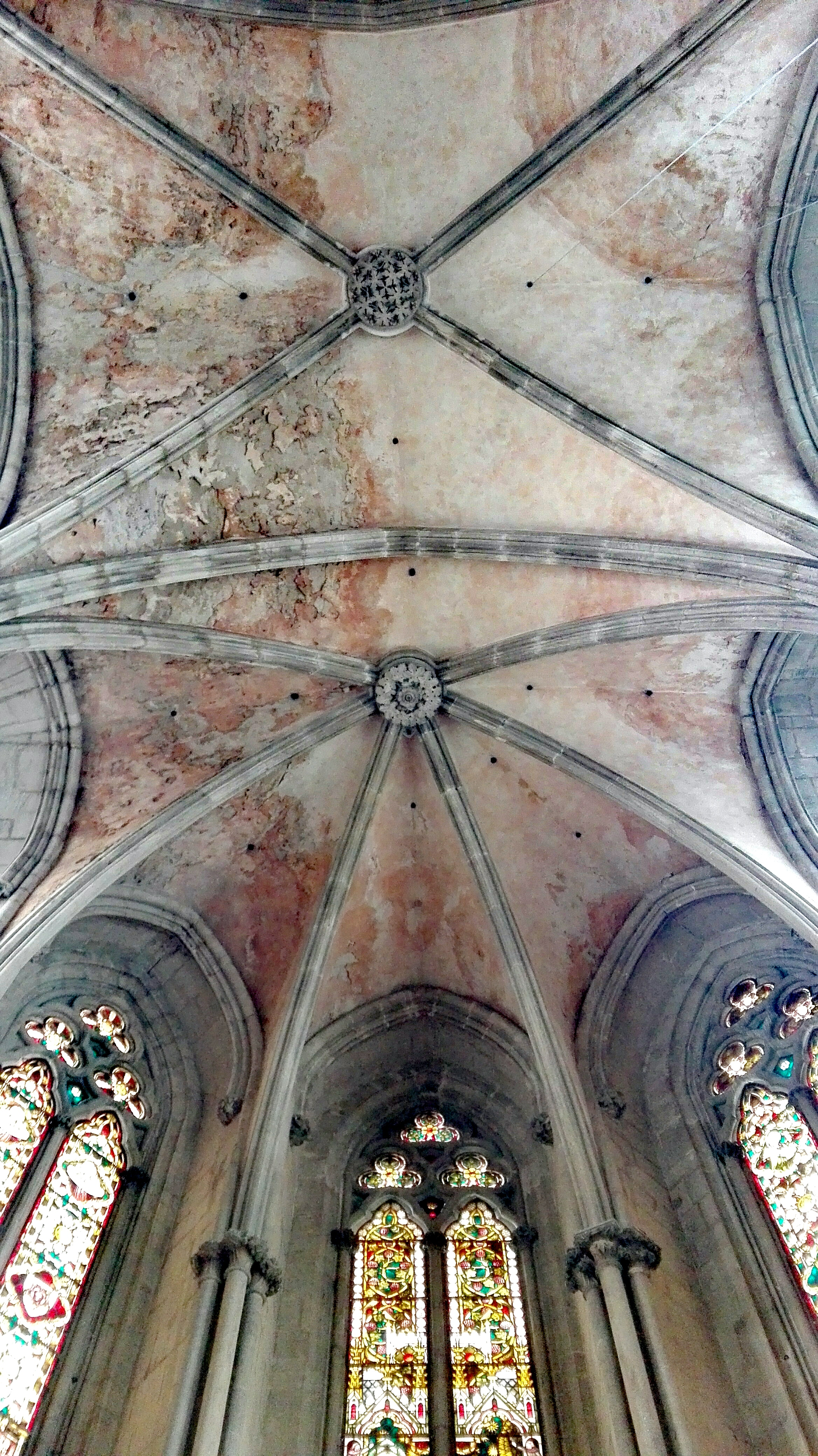
Chorgewölbe

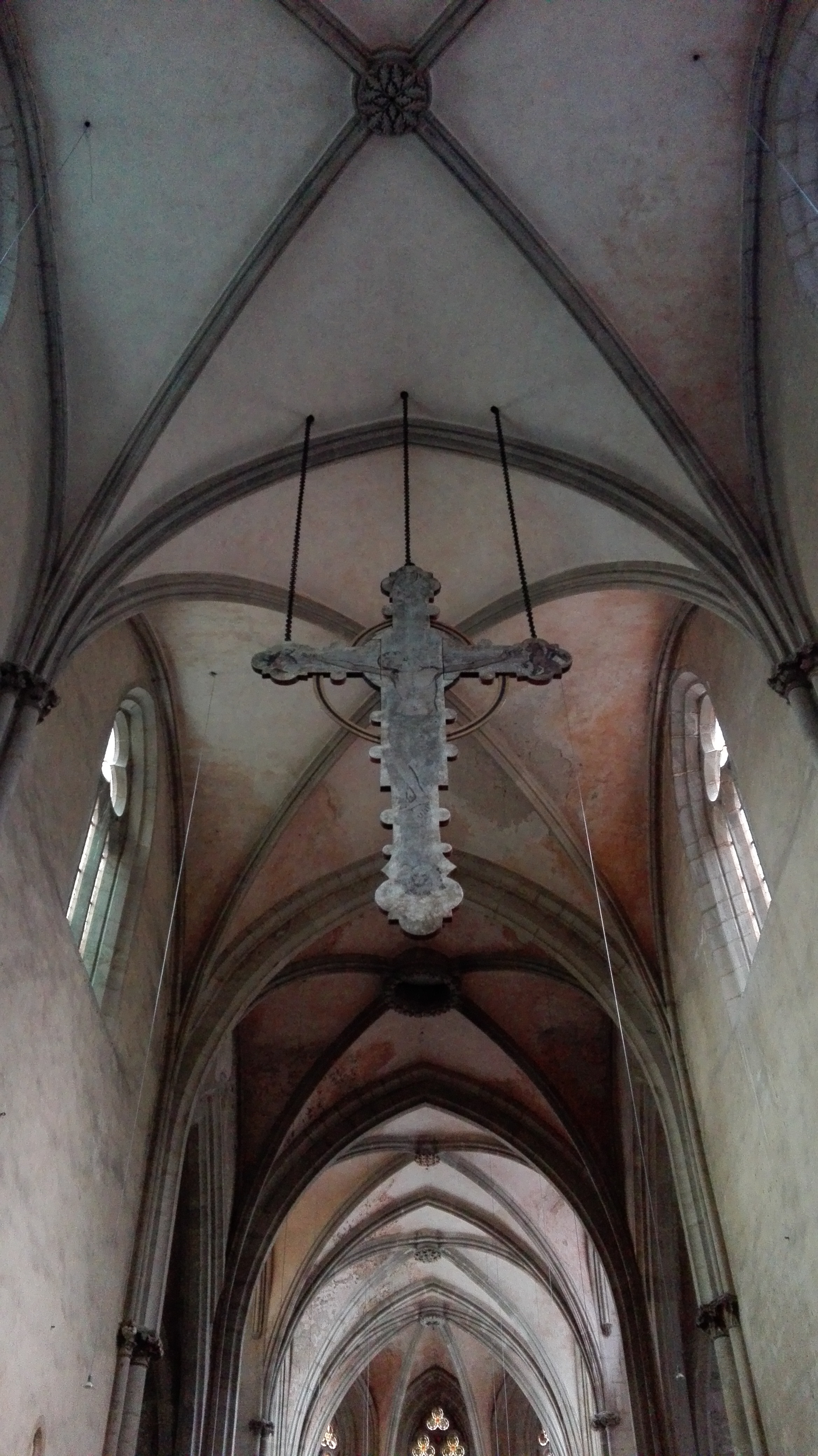
Hölzernes Triumphkreuz im Mittelschiff

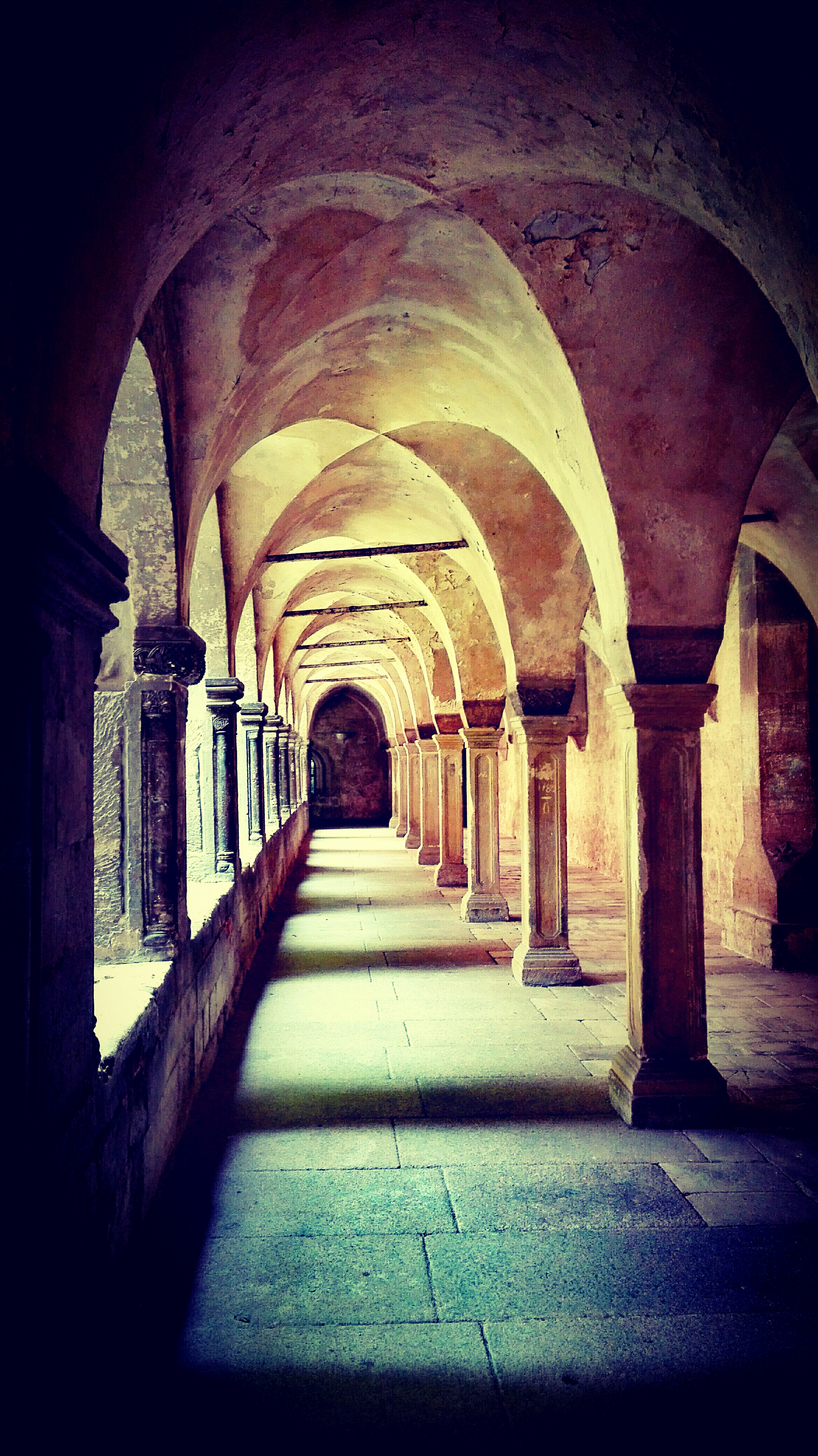
Zweischiffiger südlicher Kreuzgangsflügel, Blick nach Osten

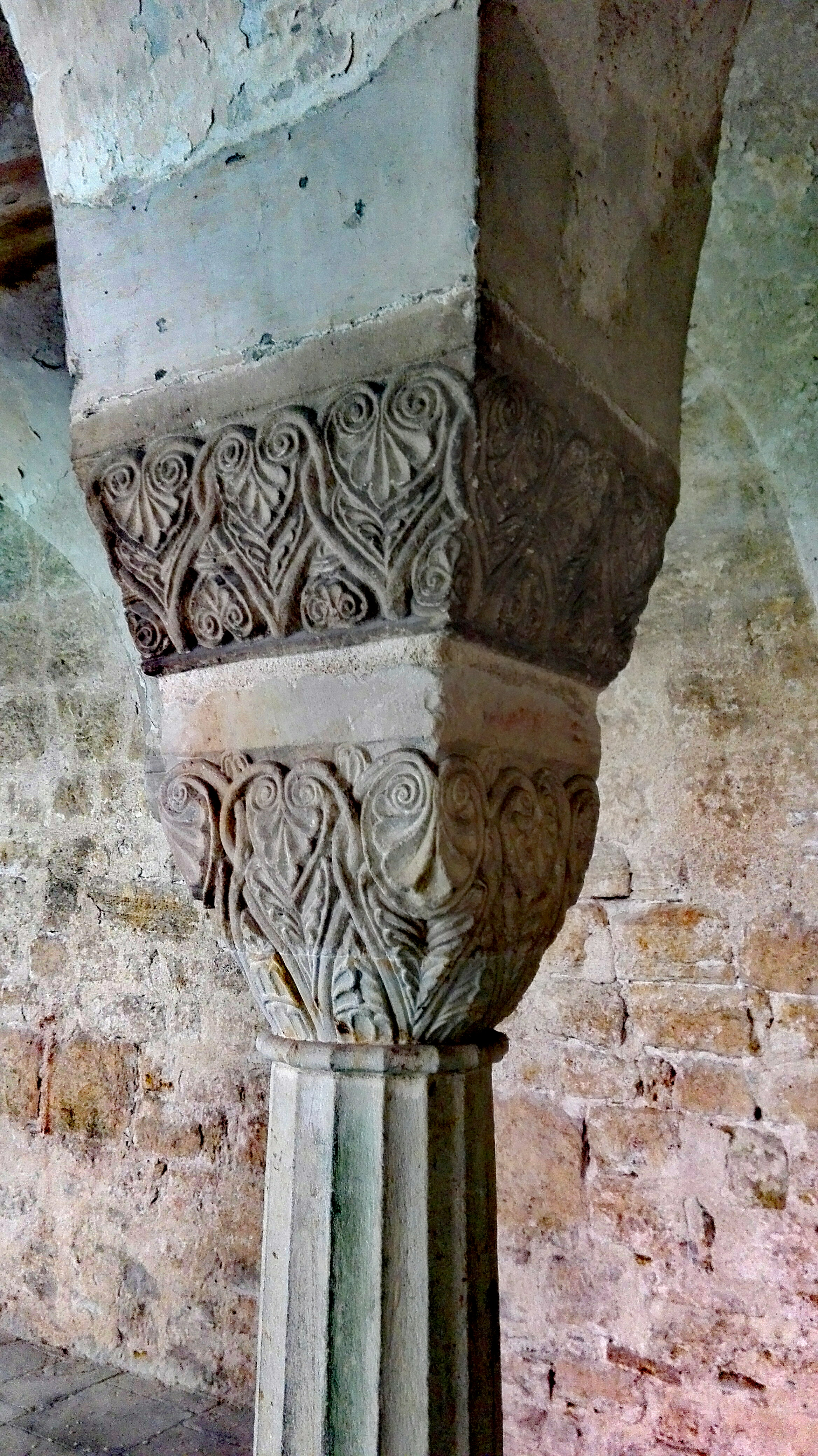
Romanisches Kapitell einer Säule im Kreuzgang

## Anlage und Bauten
Von der mit einer weitgehend mittelalterlichen Mauer umgebenen Anlage sind die turmlose Klosterkirche, die Klausur, die sogenannte Abtskapelle, das kurfürstliche „Haus“, der ehemalige Torbau und Wirtschaftsgebäude erhalten.

### Ehemalige Klosterkirche
Die Abteikirche war ursprünglich (1137–1150) eine kreuzförmige romanische Pfeilerbasilika mit einem vierjochigen Mittelschiff und zwei niedrigen Seitenschiffen, mit einer flachen Balkendecke unmittelbar über acht Rundbogenfenstern über den Arkaden zu beiden Seiten des Mittelschiffs, „für Deutschland das älteste Beispiel einer Zisterzienser-Kirche von schon ausgeprägtem Typus“ (Georg Dehio), aus großquadrigem Mauerwerk. Der Innenraum war durch einen einfachen Lettner in Höhe des ersten Jochpfeilers des Langhauses in den Chorus monachorum (Mönchchor) und den Chorus conversorum geteilt. Verschiedene Zugänge gingen vom Kreuzgang direkt in die Kirche, die von außen so nicht zugänglich war. In den Ostteilen war die Kirche nach sächsischen Gewohnheiten errichtet. Links und rechts neben der Apsis befanden sich zwei kleinere Tonnengewölbe. Die beiden linken zum Kreuzgang hin gelegenen sind erhalten und tragen die Inschrift: „Patroni sunt St. Petrus …“, weshalb sie Peter- und Paulskapelle genannt werden. Von dieser alten Basilika sind heute noch die Nordwand der Kirche und die beiden genannten Gewölbe erhalten.
Die Kirche wurde um 1170 durch Erhöhung der Querhausarme und Abbruch und Neubau der Apsiden und um 1240 durch nochmalige Erhöhung der Querhausarme und Einfügung von Kreuzrippengewölben erweitert.
Der spätere, 1251 begonnene und 1268 vollendete gotische Neubau verwendete große Teile des romanischen Baus und behielt dessen Grundriss bei. Das Mittelschiff wurde um zwei und das südliche Seitenschiff um vier Joche (im gebundenen System) verlängert, die Kirche wurde insgesamt um sieben Meter erhöht und mit neuen Kreuzrippengewölben versehen. Es erhielt außerdem dreiteilige Spitzbogenfenster. Der aufwändig gestaltete Chor, der Anklänge an den Westchor des Naumburger Doms zeigt, erhielt zwei querrechteckige Joche und ein Chorpolygon mit 5/8-Schluss und sieben hohen, schmalen gotischen Fenstern. Er wird von je zwei Tonnengewölben auf beiden Seiten flankiert, über denen jeweils eine kreuzrippengewölbte weitere Kapelle (Trinitatiskapelle und Margaretenkapelle) liegt. Das südliche Seitenschiff wurde verbreitert und um das Querhaus herum weitergeführt. Um diesem Bau Halt zu geben, wurden an die Südwand Strebepfeiler angebaut, bei der Nordwand und dem Mittelschiff war das auf Grund des Platzmangels nur möglich, indem sie in den bestehenden Klosterbau eingezogen wurden. Die Pfeiler, die das aufgestockte Mittelschiff abstützen sollten, sind vom Klosterhof aus noch sichtbar. Im Inneren waren die Rundbögen nicht mehr stark genug, weshalb ausgeschweifte Zwischenpfeiler eingesetzt wurden. Da diese Zwischenpfeiler viel schmaler sind als die romanischen und die Kämpfer unterschiedlich hoch liegen, fehlt es dem Rhythmus der Pfeiler allerdings an Einheitlichkeit.
Die Kirche erhielt zugleich eine neue Fassade, die um 1300 vollendet war.

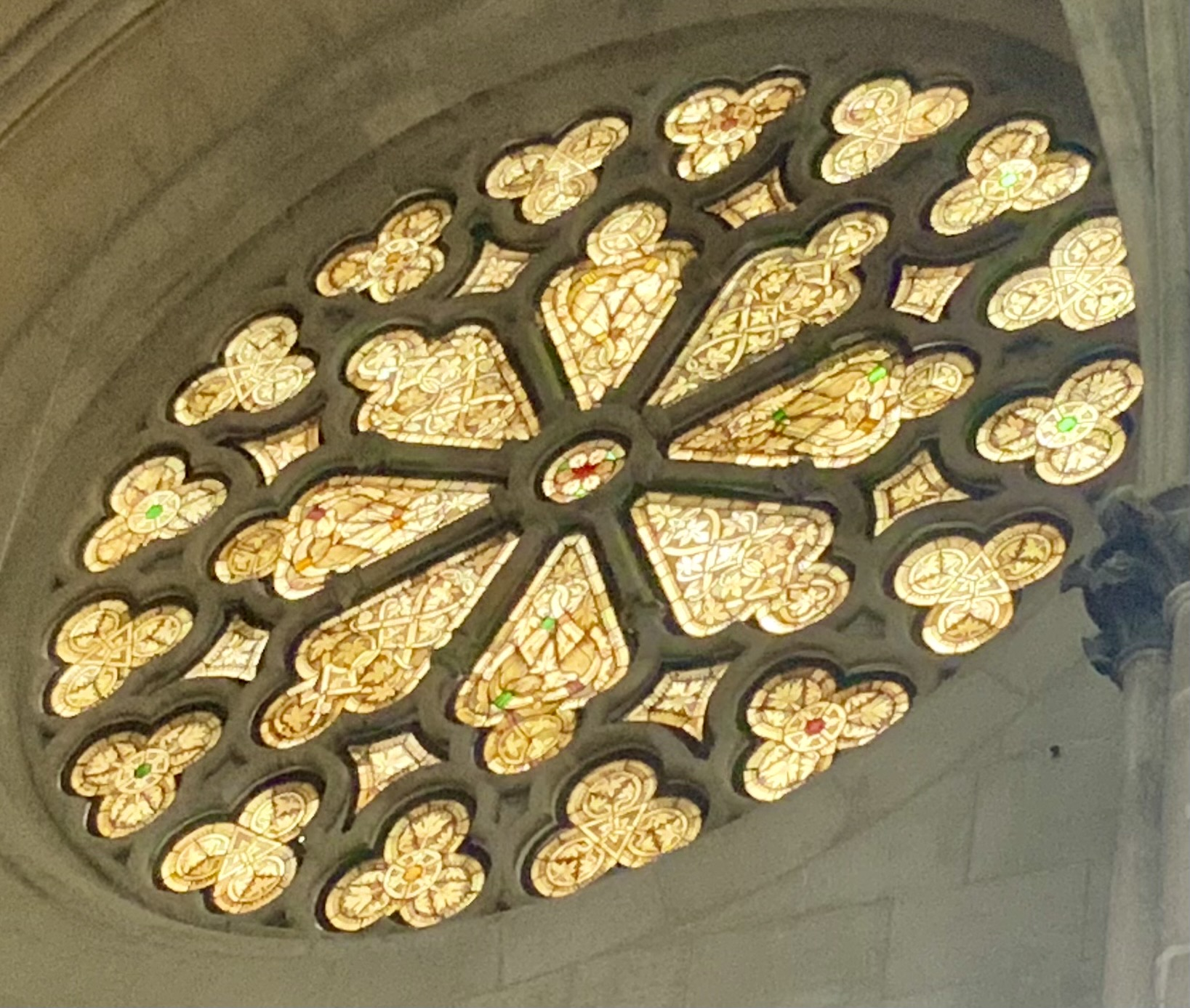
Die einzige erhaltene Verglasung einer Fensterrose aus dem 13. Jahrhundert in der für die Zisterzienser typischen Grisaillemalerei

Am 2. Oktober 1268 wurde die Abteikirche, deren Bau zum größten Teil aus Ablässen finanziert worden war, geweiht und neben der Hl. Maria auch Johannes dem Täufer als Schutzheiligen unterstellt. 1450 zerstörte ein Feuer das Dachgestühl und einen Teil der Nebengebäude. Für den darauf folgenden Wiederaufbau musste der Abt einen Teil des Grundbesitzes an das Kloster Paulinzella verkaufen.
Weitere Kapellen (Evangelistenkapelle und Moritzkapelle) wurden angefügt. Renovierungen erfolgten ab 1854, ab 1959 und seit 1989.
An der als repräsentatives Eingangsportal ausgestalteten, von zwei weit vorspringenden Strebepfeilern eingerahmten Westfassade, die eine den Zisterziensern fremde Schmuckfreudigkeit zeigt, und auf deren Giebel sich eine große Kreuzblume befindet, sind insgesamt vier Themen zu sehen. Der Sündenfall, vertreten durch Adam und Eva, das Gesetz des Volks Israel, vertreten durch Moses, die Kreuzigung und die Lehre der Evangelien. Zentral im Sattelgiebel ist die Kreuzigungsgruppe zu sehen, die Christus mit schrägem Kopf und Lendenschurz zeigt. Unter den Kreuzesarmen stehen die Hl. Maria und der Jünger Johannes sowie Maria Magdalena und Maria Kleophas, die Salbennäpfe tragen. Links und rechts sieht man noch zwei gekreuzigte Sünder, der eine reuig, der andere verstockt. Ihre Arme verschwinden in der Wand, wodurch sie von der Szene abgesondert werden. Hinter dieser Gruppe waren die Reliquien verschiedener Heiliger eingemauert. Am Portal selbst sind die vier Evangelisten abgebildet. Über dem Portal sind als figürlicher Schmuck die Apostel Petrus, Paulus, Jakobus und Johannes angebracht. Auf der Konsole zwischen ihnen war früher eine Marienkrönung zu sehen. Das Portal entstand während des Umbaus und wurde später nach dem Anbau des Baptisteriums neu ausgestaltet, wobei Elemente des alten Portals wiederverwendet wurden. Schon der große Umbau war durch großangelegte Ablässe und Pilgerfahrten finanziert worden. Die wichtige Funktion als Pilgerort setzte sich danach offensichtlich fort und zeigt sich in der Ausgestaltung der großen, im 19. Jahrhundert stark überarbeiteten Westfassade.

### Ausstattung

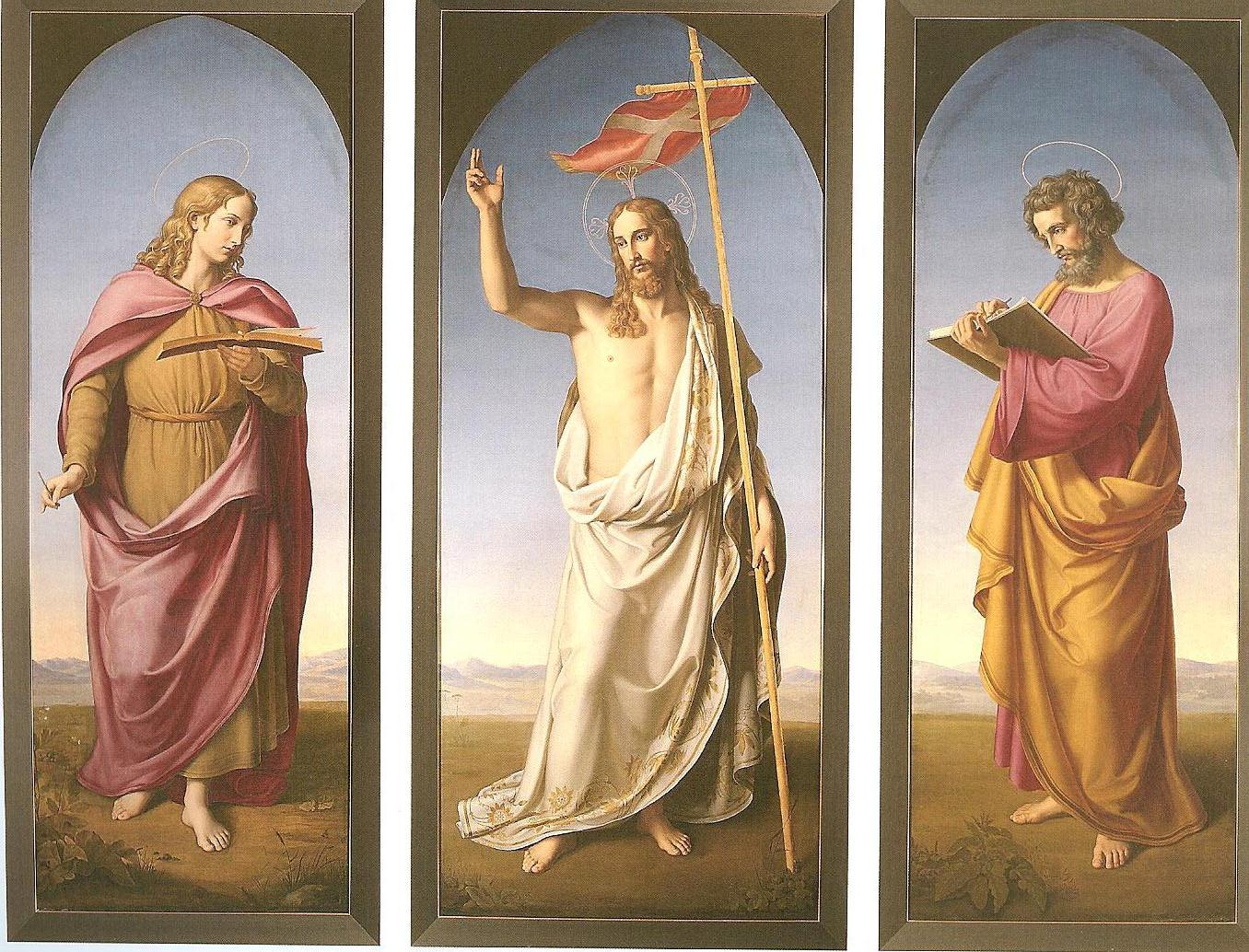
Altarbild von Friedrich Wilhelm von Schadow (1824): Christus der Auferstandene zwischen den Evangelisten Johannes und Matthäus

Über dem Lettner der romanischen Basilika hing ein hölzernes, beidseitig bemaltes Triumphkreuz aus dem 13. Jahrhundert, das heute auf der Höhe des dritten Jochs im Hauptschiff aufgehängt ist.
Aus der Zeit des ersten Umbaus sind einige Schlusssteine erhalten, vor allem im südlichen Seitenschiff. In der sogenannten Evangelistenkapelle, einer Fortsetzung des südlichen Seitenschiffs, finden sich als Abbildungen auf den Schlusssteinen die vier Evangelisten mit den ihnen zugeordneten Symbolen. Jedes trägt eine Rolle mit dem Anfang des Evangeliums und ist mit einem Heiligenschein dargestellt. Der letzte dieser Steine, der schon zum Seitenschiff gehört, zeigt einen geflügelten Löwen, der das Evangelium des Markus trägt. Die Evangelistenkapelle wurde als Begräbniskapelle genutzt.
Im südlichen Seitenschiff sind weiterhin eine Taube als Sinnbild für den Heiligen Geist und ein Lamm mit einer Fahne als Sinnbild für Christus zu sehen. Im Mittelschiff gibt es einen Schlussstein, auf dem der auferstandene Christus mit Nägelmalen und zwei Engeln abgebildet ist. Im nördlichen Seitenschiff zeigt der einzig erhaltene Schlussstein einen Mönch, man nimmt an, dass es sich um den Baumeister der Kirche handelt. Ansonsten ist der Schmuck eher schlicht, wie es bei den Zisterziensern üblich war, und beschränkt sich auf sehr detailliertes Blattwerk.
Die Statuen im Chor, je zwei rechts und links neben dem Altar, stellen Udo von Naumburg auf der einen Seite und die Schutzheiligen der Kirche die Hl. Maria und Johannes den Täufer dar.
In der Zeit zwischen 1945 und 1989 gingen von den Einrichtungsgegenständen unter anderem die Ladegastorgel, die Kanzel und das Gestühl verloren. Große Teile des Inventars, darunter die Orgel, mussten in den 1960er Jahren wegen Gefährdung durch eindringende Feuchtigkeit entfernt werden. Auch konnte man von der ursprünglichen Wandbemalung, die teilweise die Äbte des Klosters dargestellt haben soll, nichts mehr wiederfinden. Im Jahr 1998 wurden im Chor die rekonstruierten Glasfenster aus der gotischen Periode eingesetzt.

### Klausur

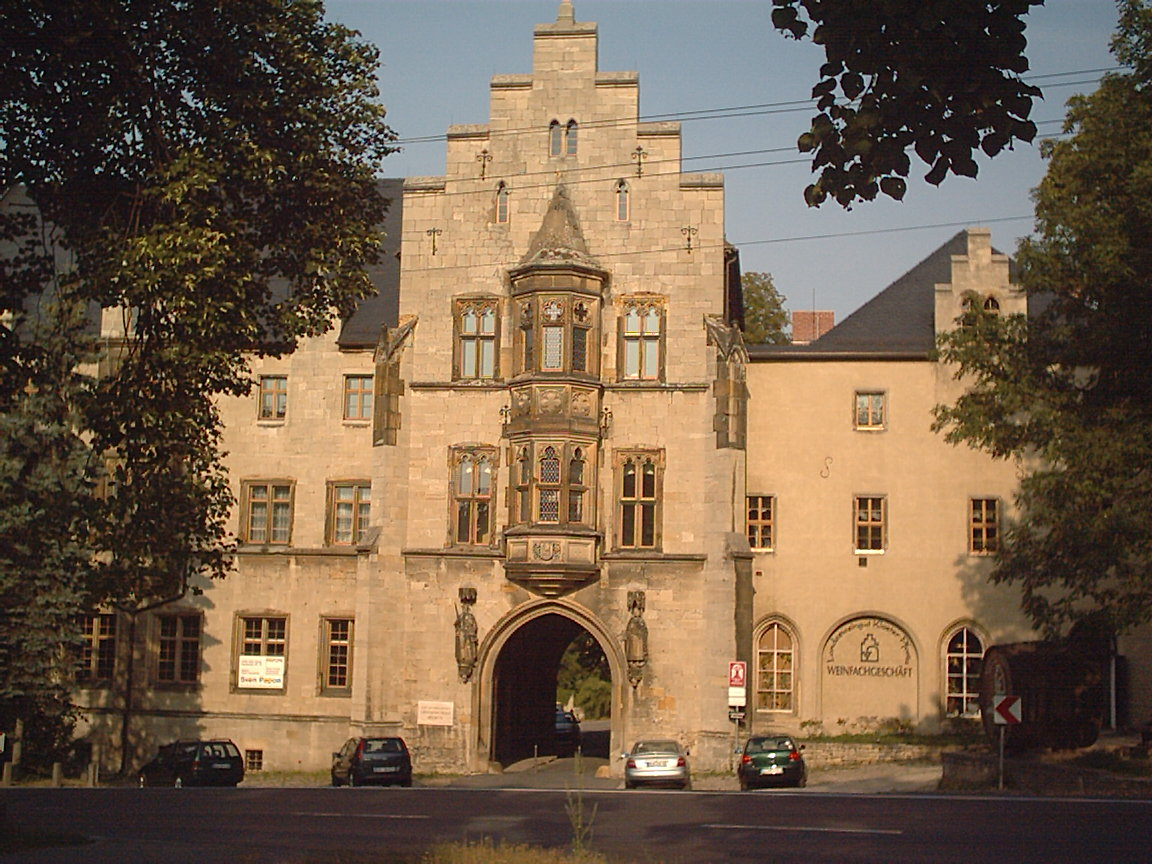
Torhaus

Der Kreuzgang liegt nördlich (links von) der Kirche (vergleiche zum Beispiel Kloster Maulbronn). Er weist etwa die Länge des romanischen Kirchenschiffs auf. Der westliche, nördliche und südliche Trakt stammen im Wesentlichen noch aus dem 12. Jahrhundert. Der an die Kirche angrenzende südliche Kreuzgangflügel ist zweischiffig (vgl. Kloster Walkenried). Vom Kapitelsaal ursprünglich an der Ostseite sind das Portal und zwei vermauerte Triforien seitlich erhalten. Um 1725 wurden alle Klausurgebäude umgestaltet. Das Refektorium im Nordtrakt erhielt 1802 eine Balkendecke.

### Geläut
Laut einer Veröffentlichung aus dem Jahr 1905 gab es damals drei Kirchenglocken; zwei aus dem Jahr 1439 – eine mit 136 Zentimeter Durchmesser und der Aufschrift Quando maria sonat, die andere mit 98 Zentimeter Durchmesser und der Aufschrift O protege domine – und eine undatierte mit 55 Zentimeter Durchmesser und der Aufschrift hilf got maria berot.
Die drei Bronze-Kirchenglocken haben folgende Schlagtöne: e′ – ais′ – h″.
Alle Glocken goss ein unbekannter Gießer im Jahr 1436 auf dem Gelände des Klosters. Ihre Zusammengehörigkeit wird verdeutlicht vom Naumburger Stadtwappen – bestehend aus Schlüssel und Schwert – auf jeder Glocke. In der Regel waren für Kirchen dieses Ordens zwei Glocken üblich. Dass alle drei Glocken bis heute erhalten geblieben sind, macht das Geläut kunsthistorisch besonders bedeutsam.
Bis 1990 hingen die drei Glocken noch an typischen gekröpften Stahljochen der Glockenfirma Schilling aus Apolda. 2006 wurde dank fachgerechter Sanierung der ursprüngliche Zustand mit Eichenholz-Jochen und fliegenden Klöppeln wieder hergestellt. Die Schüler des Internats der Landesschule Pforta läuten nach wie vor die Glocken von Hand, eine Elektrifizierung ist nicht erforderlich.
Die sogenannte Keilglocke mit Schlagton gis″ im kleinen Dachreiter des Hauptgebäudes der Schule, 1912 vom Bochumer Verein für Gusstahlfabrikation gegossen, wird bis heute von Schülern der 9. Klasse bedient: vom Wecken über die erste Schulstunde bis zur Nachtruhe strukturiert sie den Tag.

### Weitere Gebäude
Das Fürstenhaus wurde um 1570 auf der ehemaligen Infirmitur errichtet. Das Torhaus wurde von 1854 bis 1860 unter Einbeziehung älterer Bauteile errichtet.
Die frühgotische Abtskapelle war ursprünglich die Kapelle der Infirmitur und wird als „gut erhaltenes und künstlerisch höchst beachtliches Bauwerk der zisterziensischen Frühgotik“ gewürdigt. Der Außenbau wird durch Lisenen, Rundbogenfries und Strebepfeiler gegliedert. Das Polygon wurde nach Beseitigung des Dachgesimses in den Jahren 1892/1893 bis zur Traufhöhe des Schiffs aufgestockt. Die Rundbogenfenster sind in den Polygonseiten und paarig an der Schiffswand angeordnet, im Scheitel des Polygons und über den Fensterpaaren liegt je ein Rundfenster. Das auf schweren Rippen gewölbte Innere ist durch die Vielgliedrigkeit der Architektur von besonderem Reiz und wird mit den Werken der Bauhütte des Klosters Maulbronn (Kloster Walkenried, Bischofsgang im Magdeburger Dom) in Verbindung gebracht. Wegen des durchweg verwendeten Rundbogens liegen die Kämpfer in verschiedener Höhe. Die Säulen sind mit flachen Basen und Knospenkapitellen versehen, die mit aufwändigem, lebendig gearbeitetem Palmettendekor verziert sind. Die „erlesene Schönheit des Raumes“ wird durch die Lichtführung gesteigert. Die kleine Westempore ist von der Infirmitur her zugänglich.

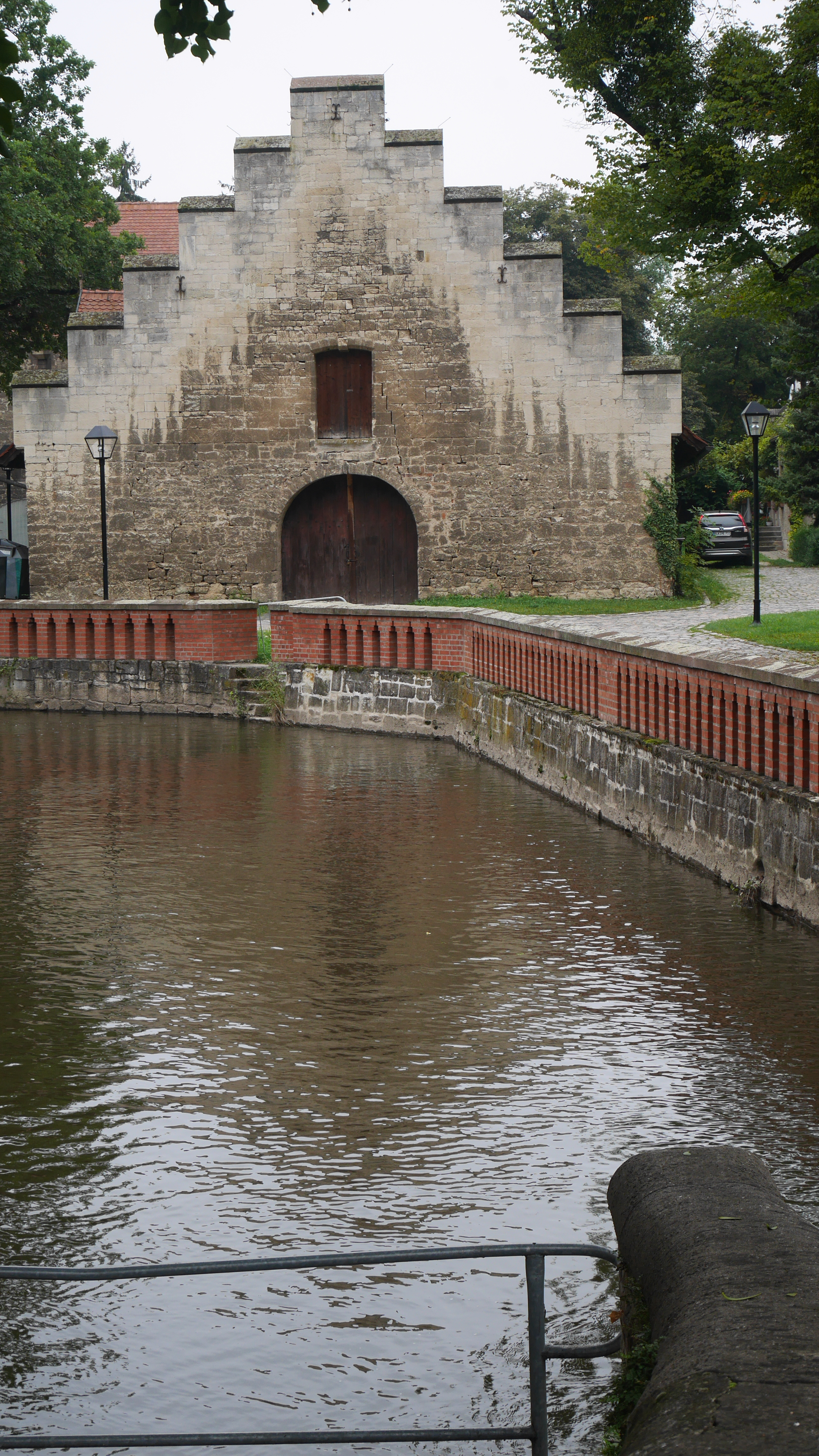
Mühlteich und ehem. Schafstall

Die Klostermühle ist im Kern romanisch, wurde im 13. und vor allem im 16. Jahrhundert mehrfach umgebaut und 1906 von Robert Hiecke nach Grundsätzen des Heimatschutzes instand gesetzt. Das annähernd quadratische Bauwerk enthält an der Nordseite zwei kreuzgratgewölbte Räume, dazu einen hochromanischen Gurtbogen in Ost-West-Richtung in der Südostecke und einen breiten spitzbogigen Gurt in Nord-Süd-Richtung aus der ersten Hälfte des 13. Jahrhunderts sowie weitere drei hochromanische Arkaden an der Süd- und an der Nordseite, möglicherweise der Rest eines basilikalen Kirchenbaus mit Westwerk. Von besonderem Interesse ist das erhaltene Mühlwerk der sogenannten Panstermühle als technisches Denkmal.

## Äbte des Klosters
Namen und Jahreszahlen bezeichnen die urkundlich nachweisbare Erwähnung als Abt.
1. A(da)lbert, auch Albert I., 1132 – Ende 1152
2. Theodericus, auch Dietrich I., ab 6. Januar 1153
3. Adelold, ab 1168
4. Warmund, ab 1190
5. Gisilbert, 1195–1196
6. Winemar, ab 1196
7. Conrad, ab 1239
8. Heinrich (I.), ab 1252
9. Albero, ab 1264, trat zurück
10. Reinhard, ab 1271
11. Dietrich II. von Roßla, ab 1277 (entweder er oder sein Nachfolger starb an einem 28. Juli)
12. Dietrich III. ab 1304
13. Heinrich II., ab 1308
14. Albert von Kranichborn, auch Albert II. († 1366), ab 1311
15. Heinrich III. († Juli 1376), März 1360 – Juli 1376
16. Heinrich IV. († Ende 1379), Juli 1376 – Ende 1379
17. Dietrich gen. Windisch, auch Dietrich III., ab 1380
18. Johann Wendingen, auch Johann I., ab 1383
19. Nicolaus Zwigsuff, auch Nicolaus I., ab Dezember 1387, trat aufgrund von Streitigkeiten zurück
20. Johann von Cassel, auch Johann II., ab Juni 1391
21. Nicolaus zu dem Buche, auch Nicolaus II., ab Oktober 1405
22. Ludwig († 27. Dezember 1431), ab 1415, trat zurück
23. Jacob († 25. Juli 1447), ab August 1427
24. Johann Topphengissern, auch Johann III., ab April 1444
25. Johann Buchen, auch Johann IV., ab 1466
26. Heinrich gen. Marschalk, auch Heinrich V., ab 1482
27. Cyriacus, ab 17. Juni 1488[16]
28. Balthasar Geier († 21. Juli 1515), 1503 – Juli 1515
29. Johannes Kahl, auch Johannes IV., 3. August 1515 – 1516, wurde aus Walkenried eingesetzt und später nach Protesten der Mönche abgesetzt
30. Peter Kemmnitz, auch Petrus I. († 16. August 1533), 18. Oktober 1516 – 16. August 1533
31. Peter Schederich, auch Petrus II. († 7. Februar 1546), 2. September 1533 – 9. November 1540, letzter Abt, verließ das Kloster nach Schließung

## Varia
- Die Kirche ist regelmäßig Aufführungsstätte für meist klassische Konzerte, so etwa auch für den MDR-Musiksommer.
- Gelegentlich wurden auch Aufführungen zur Veröffentlichung auf Tonträgern aufgezeichnet. Ein Beispiel ist die CD „Gott b’hüte dich – Die Chöre der Landesschule Pforta singen in der Klosterkirche St. Marien ad Portam“ aus dem Jahr 1996, veröffentlicht von Mitra Schallplatten Bonn.[17]
- Die Anlage gehört zum Netzwerk Cisterscapes connecting Europe, das zisterziensische Klosteranlagen miteinander verbindet. Das Projekt erhielt 2024 das von der EU verliehene Europäische Kulturerbe-Siegel.[18]